# 刈谷市の町名
- 愛知県 > 刈谷市 > 町名

刈谷市の町名（かりやしのちょうめい）では、同市内に存在する町名を一覧にして記す。括弧内の地名は旧自治体名・大字・町名、数字は編入年・成立年・廃止年である。

## 現行の町名
まず現行の町名を表にして郵便番号順に列挙する。
| 郵便番号   | 町名       | 読み方             |
| ---------- | ---------- | ------------------ |
| 〒448-0001 | 井ケ谷町   | いがやちょう       |
| 〒448-0002 | 一里山町   | いちりやまちょう   |
| 〒448-0003 | 一ツ木町   | ひとつぎちょう     |
| 〒448-0004 | 泉田町     | いずみだちょう     |
| 〒448-0005 | 今川町     | いまがわちょう     |
| 〒448-0006 | 西境町     | にしざかいちょう   |
| 〒448-0007 | 東境町     | ひがしざかいちょう |
| 〒448-0008 | 今岡町     | いまおかちょう     |
| 〒448-0011 | 築地町     | ついじちょう       |
| 〒448-0013 | 恩田町     | おんだちょう       |
| 〒448-0014 | 青山町     | あおやまちょう     |
| 〒448-0015 | 新田町     | しんでんちょう     |
| 〒448-0021 | 八軒町     | はちけんちょう     |
| 〒448-0022 | 一色町     | いしきちょう       |
| 〒448-0023 | 重原本町   | しげはらほんまち   |
| 〒448-0024 | 下重原町   | しもしげはらちょう |
| 〒448-0025 | 幸町       | さいわいちょう     |
| 〒448-0026 | 中山町     | なかやまちょう     |
| 〒448-0027 | 相生町     | あいおいちょう     |
| 〒448-0028 | 桜町       | さくらまち         |
| 〒448-0029 | 昭和町     | しょうわちょう     |
| 〒448-0031 | 東新町     | とうしんちょう     |
| 〒448-0032 | 朝日町     | あさひまち         |
| 〒448-0033 | 丸田町     | まるたちょう       |
| 〒448-0034 | 神明町     | しんめいちょう     |
| 〒448-0035 | 矢場町     | やばちょう         |
| 〒448-0036 | 山池町     | やまいけちょう     |
| 〒448-0037 | 高倉町     | たかくらちょう     |
| 〒448-0038 | 稲葉町     | いなばちょう       |
| 〒448-0039 | 原崎町     | はらさきちょう     |
| 〒448-0041 | 一番町     | いちばんちょう     |
| 〒448-0042 | 広見町     | ひろみちょう       |
| 〒448-0043 | 小山町     | おやまちょう       |
| 〒448-0044 | 池田町     | いけだちょう       |
| 〒448-0045 | 新富町     | しんとみちょう     |
| 〒448-0046 | 日高町     | ひだかちょう       |
| 〒448-0047 | 高津波町   | たかつなみちょう   |
| 〒448-0048 | 三田町     | みたちょう         |
| 〒448-0049 | 中手町     | なかてちょう       |
| 〒448-0801 | 板倉町     | いたくらちょう     |
| 〒448-0802 | 末広町     | すえひろちょう     |
| 〒448-0803 | 野田町     | のだちょう         |
| 〒448-0804 | 半城土町   | はじょうどちょう   |
| 〒448-0805 | 半城土中町 | はじょうどなかまち |
| 〒448-0806 | 松栄町     | しょうえいちょう   |
| 〒448-0807 | 東刈谷町   | ひがしかりやちょう |
| 〒448-0808 | 沖野町     | おきのちょう       |
| 〒448-0809 | 南沖野町   | みなみおきのちょう |
| 〒448-0810 | 場割町     | ばわりちょう       |
| 〒448-0811 | 田町       | たまち             |
| 〒448-0812 | 高須町     | たかすちょう       |
| 〒448-0813 | 小垣江町   | おがきえちょう     |
| 〒448-0814 | 新井町     | あらいちょう       |
| 〒448-0815 | 中島町     | なかじまちょう     |
| 〒448-0816 | 半城土西町 | はじょうどにしまち |
| 〒448-0821 | 御幸町     | みゆきちょう       |
| 〒448-0822 | 松坂町     | まつざかちょう     |
| 〒448-0823 | 中川町     | なかがわちょう     |
| 〒448-0824 | 天王町     | てんのうちょう     |
| 〒448-0825 | 元町       | もとまち           |
| 〒448-0831 | 熊野町     | くまのちょう       |
| 〒448-0832 | 八幡町     | はちまんちょう     |
| 〒448-0833 | 城町       | しろまち           |
| 〒448-0834 | 司町       | つかさちょう       |
| 〒448-0835 | 港町       | みなとまち         |
| 〒448-0836 | 浜町       | はまちょう         |
| 〒448-0837 | 衣崎町     | ころもざきちょう   |
| 〒448-0838 | 逢妻町     | あいづまちょう     |
| 〒448-0841 | 南桜町     | みなみさくらまち   |
| 〒448-0842 | 東陽町     | とうようちょう     |
| 〒448-0843 | 新栄町     | しんさかえまち     |
| 〒448-0844 | 広小路     | ひろこうじ         |
| 〒448-0845 | 銀座       | ぎんざ             |
| 〒448-0846 | 寺横町     | てらよこちょう     |
| 〒448-0847 | 宝町       | たからまち         |
| 〒448-0848 | 豊田町     | とよだちょう       |
| 〒448-0851 | 神田町     | かんだちょう       |
| 〒448-0852 | 住吉町     | すみよしちょう     |
| 〒448-0853 | 高松町     | たかまつちょう     |
| 〒448-0854 | 富士見町   | ふじみちょう       |
| 〒448-0855 | 大正町     | たいしょうまち     |
| 〒448-0856 | 寿町       | ことぶきちょう     |
| 〒448-0857 | 大手町     | おおてまち         |
| 〒448-0858 | 若松町     | わかまつちょう     |
| 〒448-0861 | 半城土北町 | はじょうどきたまち |
| 〒448-0862 | 野田新町   | のだしんまち       |

## 地名の変遷

### 市制当初の地名
当市は1950年、碧海郡刈谷町に市制が敷かれることによって成立した。

市制当時は以下の大字が編成されていた。
- 刈谷[注 1]
- 重原（旧重原村、1965年廃止）
- 小山（旧小山村、1960年廃止）
- 熊（旧逢妻村、1960年廃止）
- 高津波（旧逢妻村、1960年廃止）
- 元刈谷（旧元刈谷村、1965年廃止）

### 昭和の大合期に編入した地域
全国的に市町村合併が進められた1955年（昭和30年）、当市に依佐美村の一部と富士松村が編入され、以下の大字が継承された。旧自治体ごとに列挙する。
旧依佐美村
- 半城土（旧半高村）
- 高須（旧半高村）
- 野田（旧野田村）
- 小垣江（旧小垣江村）

旧富士松村
- 築地（旧一ツ木村）
- 一ツ木（旧一ツ木村）
- 井ケ谷（旧境村）
- 西境（旧境村）
- 東境（旧東境村、1967年一部が豊田市に編入）
- 逢見（旧逢見村）

### 区画整理による町名の設置
当市では1956年より区画整理による町名設置が行われ、現在までに以下の町名が設置されている。成立年ごとに列挙する。
1956年
- 神明町（刈谷・熊・高津波）
- 桜町（刈谷）
- 相生町（重原・刈谷）
- 中山町（刈谷・重原）

1960年
- 大正町（元刈谷・刈谷）
- 神田町（刈谷・元刈谷・重原）
- 昭和町（刈谷・熊・高津波・重原）
- 朝日町（刈谷・高津波・小山・重原）
- 丸田町（刈谷・高津波・小山）
- 宝町（熊・高津波・刈谷）
- 豊田町（刈谷・熊）
- 寺横町（刈谷・熊）
- 銀座（刈谷）
- 城町（刈谷）
- 司町（元刈谷・刈谷）
- 広小路（刈谷）
- 新栄町（刈谷）
- 寿町（刈谷・元刈谷）
- 下重原町（重原）
- 田町（重原・半城土・高須）
- 幸町（重原）
- 重原本町（重原）
- 一色町（重原）
- 八軒町（重原）
- 東新町（小山・重原）
- 小山町（小山）
- 恩田町（小山、2008年廃止）
- 青山町（小山、2008年廃止）
- 池田町（小山）
- 新田町（小山）
- 広見町（小山）
- 一番町（小山）
- 中手町（小山・高津波）
- 日高町（小山・高津波）
- 稲場町（小山）
- 新富町（小山）
- 高倉町（高津波・小山）
- 矢場町（高津波・熊）
- 山池町（高津波・熊）
- 三田町（熊・高津波）
- 逢妻町（熊）
- 熊野町（熊・高津波）
- 八幡町（熊）
- 高津波町（高津波）
- 原崎町（高津波）
- 港町（元刈谷）
- 天王町（元刈谷）
- 元町（元刈谷）
- 御幸町（元刈谷）
- 富士見町（元刈谷）
- 衣崎町（元刈谷）
- 浜町（元刈谷）
- 中川町（元刈谷・高須）
- 中島町（元刈谷・高須）
- 松坂町（元刈谷）
- 住吉町（元刈谷）

1965年
- 東陽町（新栄町・刈谷）
- 南桜町（刈谷）
- 若松町（重原・刈谷・元刈谷・神田町）
- 大手町（刈谷・元刈谷）
- 高松町（刈谷・元刈谷）

1970年
この年に旧依佐美村・富士松村域の逢見と一ツ木の一部を除く各大字がそれぞれの名称を継承した町名に置き換わり、逢見と一ツ木の一部はいくつかの町名に分割された。
- 半城土町（半城土）
- 高須町（高須）
- 野田町（野田）
- 小垣江町（小垣江）
- 築地町（築地）
- 一ツ木町（一ツ木）
- 一里山町（逢見・一ツ木）
- 井ケ谷町（井ケ谷）
- 西境町（西境）
- 東境町（東境）
- 泉田町（逢見）
- 今川町（逢見）
- 今岡町（逢見）

1972年
- 二本木町（安城市二本木町の一部より編入、1977年廃止）

1974年
- 上重原町（知立市上重原町の一部より編入、2008年廃止）
- 西町（知立市西町の一部より編入、2008年廃止）

1975年
- 板倉町（野田町）

1977年
- 松栄町（野田町）
- 東刈谷町（野田町）
- 末広町（二本木町・野田町）

1979年
- 半城土中町（半城土町・高須町）

1983年
- 荒井町（小垣江町）

1993年
- 今川町1～4丁目（今川町[1]）
- 沖野町（野田町[2]）

2002年
- 半城土北町（半城土町・野田町[3]）
- 野田新町（野田町・半城土町[3]）

2003年
- 南沖野町（野田町[4]）
- 場割町（野田町[4]）

2008年
- 築地町1～5丁目（築地町・一ツ木町・新田町・青山町・恩田町[5]）
- 一ツ木町1～8丁目（築地町・一ツ木町・上重原町・西町[5]）
- 青山町1～2丁目（青山町・築地町・恩田町・新田町[5]）
- 恩田町1～4丁目（恩田町・築地町・一ツ木町・上重原町[5]）

2011年
- 半城土西町（半城土町・高須町[6]）